# Lepthyphantes latus
Lepthyphantes latus är en spindelart som beskrevs av Paik 1965. Lepthyphantes latus ingår i släktet Lepthyphantes och familjen täckvävarspindlar. Inga underarter finns listade i Catalogue of Life.